# Apollon Sauroktonos

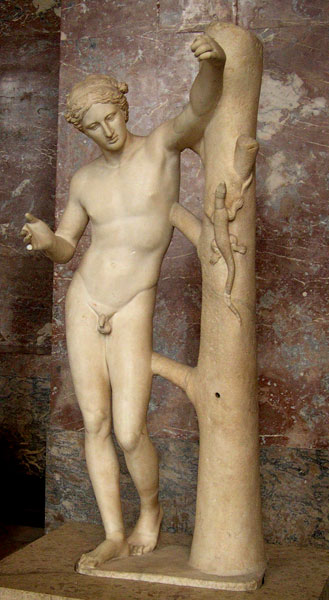
Apollon Sauroktonos im Louvre (Marmorkopie)

Der Apollon Sauroktonos (griech. für Echsentöter) ist eine antike Bronzestatue des Künstlers Praxiteles, entstanden in der Mitte des 4. Jahrhunderts v. Chr. Sie stellt Apollon als Knaben dar, der sich an einen Baumstamm lehnt und mit einem Pfeil eine Eidechse tötet.

## Beschreibung
Die Figur könnte eine Anspielung auf den Python tötenden Apollon oder, falls die Echse ein Attribut Apollons ist, auch auf den Plagen verscheuchenden Apoll sein. Die Urheberschaft des Bronzeoriginals ist durch Plinius bezeugt. Martial berichtet, dass die Figur in Römischer Zeit auch verkleinert reproduziert wurde.
Eine Marmorkopie des Apollon Sauroktonos befindet sich in den Vatikanischen Museen, eine weitere im Louvre in Paris. Das Exemplar im Louvre ist eine römische Kopie aus dem 1. oder 2. Jahrhundert n. Chr., gehörte ehemals zur Sammlung Borghese und wurde 1807 von Napoleon Bonaparte in Neapel erworben.
Zur künstlerischen Gestaltung des Praxiteles schreibt der Meyers von 1888:
 Praxiteles geht ... einen Schritt weiter, indem er dem Körper einen seitlichen Stützpunkt gibt. Der Körper schwebt zwischen zwei Stützen und bekommt dadurch eine ungemein weiche Linie, welche wunderbar zu der zarten Behandlung der ganzen Gestalt passt. Die Last ist auf den linken Arm und den rechten Fuß verteilt. Die schwache Bewegung des rechten Armes, in dessen Hand er den Pfeil hält, um damit die den Stamm hinaufkletternde Eidechse zu treffen, ist so lässig, dass ein ernstlicher Tötungsversuch gar nicht gedacht scheint. Das leicht seitwärts geneigte Haupt, der ruhige Gesichtsausdruck, der leise angezogene linke Fuß und die Krümmung der Finger der linken Hand vollenden das Bild gemächlicher Ruhe.

## Kopie in Cleveland
Eine Bronzekopie dieser Skulptur wurde 1991 im Kunsthandel angeboten. Das Exemplar wurde angeblich 1991 auf einem Gutshof in Sachsen entdeckt. Seit 2004 befindet sich die Statue im Besitz des Cleveland Museum of Art, das sie stolz als die wichtigste klassische Skulptur, die seit dem Zweiten Weltkrieg von einem nordamerikanischen Museum angekauft wurde bezeichnete.
An dieser Figur konnte die Wissenschaft erkennen, wie die antiken Bronzen im Sockel verankert wurden. Durch kleine Einfülllöcher in den Füßen der Statue wurde Blei durch die offenen Füße in darunterliegende Hohlräume des Sockels gegossen und damit die Figur fest verankert und beschwert.
In der großen Praxiteles-Ausstellung im Louvre im Sommer 2007 konnte das Kunstwerk nicht gezeigt werden, da Griechenland Ansprüche stellt. Der „Archäologische Rat“ Griechenlands behauptet, die Skulptur sei im Ionischen Meer geborgen worden. Tatsächlich stammte sie aus dem Besitz des Kunstsammlers Ernst-Ulrich Walter aus Leutwitz (Sachsen), der sie geerbt haben will. Nach Untersuchung der Patina konnte nachgewiesen werden, dass die Figur nicht im Ionischen Meer lag. Die Sockelplatte stammt aus dem 17.–19. Jahrhundert.